# Terra Sancti Benedicti
Terra Sancti Benedicti (slovensko »Gospostvo svetega Benedikta«) je bilo cerkveno ozemlje oziroma gospostvo mogočnega samostana Monte Cassino, glavnega v južni Italiji in enega od prvih v zahodni Evropi. Ustanovil ga je Benedikt Nursijski, po katerem je gospostvo dobilo ime.
Jedro cerkvenih posesti je tvorila donacija  vojvode Gizulfa II. Beneventskega leta 744.  Terra ni bila velika, saj je obsegala samo bližnjo okolico hriba Monte Cassino, vendar je bila dragocena in prizorišče več bitk v več vojnah. Bila je samostojna država, podrejena neposredno in samo Svetemu sedežu. Papež Viktor II. je leta 1057 oznanil, da je opat Monte Cassina nadrejen vsem drugim opatom.

## Vir
- The papacy and the Terra Sancti Benedicti Arhivirano 2016-03-03 na Wayback Machine.. Pridobljeno 15. avgusta 2016.